# Войкове (Поліський район)
Войкове (Сингаї) — колишнє село в Україні, що входило до складу Поліського району та підпорядковувалося колишній Залишанській сільській раді (нині на території Поліської селищної громади Вишгородського району).
Село розміщувалося за 35 км від колишнього районного центру Поліське (Хабне).

## Історія
Перша згадка про слободу Сингаївську датована 1900 роком. Тоді у слободі, що входила до складу Красятицької волості Радомисльського повіту, налічувалося 9 дворів та мешкало 59 осіб. Після скасування повітового та волосного поділу село увійшло до складу Розважівського району. 1926 року у слободі Сингаї було 27 дворів, мешкало 113 осіб.
Зміна назви (з Сингаї на Войкове) відбулася між 1926 та 1935 роками. Село підпорядковувалося Залишанській сільській раді Поліського району.
У 1980-х роках у селі налічувалося 15 дворів. Село складалося з єдиної вулиці. Населення села, ймовірно, становило не більше 100 осіб, судячи з його розмірів.
Після Чорнобильської катастрофи село не було повністю відселене, однак у ньому спостерігався підвищений рівень радіаційного забруднення, і воно входило до зони гарантованого добровільного відселення. Офіційно зняте з обліку 1999 року через відсутність населення.
Село входить в межі Поліської селищної громади, а також до зони добровільного відселення.
З лютого по квітень 2022 року село було окуповане російськими військами внаслідок вторгнення 2022 року.